# Buddhist Hung Sean Chau Memorial College
Buddhist Hung Sean Chau Memorial College is een middelbare school in Hongkong gebaseerd op boeddhistische grondslag. De school werd in 1982 door de Hong Kong Buddhist Association gesticht. Het is voor een groot deel gesponsord door Hung Sean Chau die 1,8 miljoen Hongkongse dollar doneerde. Buddhist Hung Sean Chau Memorial College ligt in Hammer Hill, Kowloon. Er zitten ongeveer 1200 leerlingen op de school die onderwezen worden door vierenzestig leraren.
Het schoolblad heeft een Engelse versie (Form Flyer) en een Chinese versie (學穗).

## Bekende oud-leerlingen
- Joyce Tang Lai-ming